# Karel Alexander van Württemberg
Karel Alexander van Württemberg (Stuttgart, 24 mei 1684 - Ludwigsburg, 12 maart 1737) was van 1720 tot 1733 regent van het koninkrijk Servië en van 1733 tot aan zijn dood hertog van Württemberg. Hij behoorde tot het huis Württemberg.

## Levensloop
Karel Alexander was de oudste zoon van hertog Frederik Karel van Württemberg-Winnental en Eleonora Juliana van Brandenburg-Ansbach, dochter van markgraaf Albrecht II. 
In 1698 volgde hij zijn vader op als hertog van Württemberg-Winnental. Als succesvol legercommandant in dienst van het Heilige Roomse Rijk bekeerde hij zich in 1712 tot het katholicisme. Hij was militair succesvol onder prins Eugenius van Savoye in de Spaanse Successieoorlog en ook in de oorlog tegen het Ottomaanse Rijk. In 1719 werd hij benoemd tot keizerlijk gouverneur van Belgrado en in 1720 werd hij door keizer Karel VI benoemd tot gouverneur van het koninkrijk Servië.  
Na dertien jaar autocratisch te regeren over Servië, erfde Karel Alexander in 1733 het hertogdom Württemberg na de dood van zijn neef Everhard Lodewijk. Als hertog van Württemberg verplaatste hij de hertogelijke residentie van Ludwigsburg terug naar Stuttgart. Hij bleef hertog van Württemberg tot aan zijn plotse dood in 1737 en hij werd opgevolgd door zijn negenjarige zoon Karel Eugenius.
Tijdens zijn bewind was de Joodse bankier Joseph Süß Oppenheimer zijn financieel adviseur. Na zijn overlijden werd Süß Oppenheimer als onderdeel van een intrige beschuldigd van machtsmisbruik en in 1738 geëxecuteerd.

## Huwelijk en nakomelingen
Op 1 mei 1727 huwde Karel Alexander met Maria Augusta (1706-1756), dochter van vorst Anselm Franz von Thurn und Taxis. Ze kregen zes kinderen:
- Karel Eugenius (1728-1793), hertog van Württemberg
- Eugenius Lodewijk (1729)
- Lodewijk Eugenius (1731-1795), hertog van Württemberg
- Frederik Eugenius (1732-1797), hertog van Württemberg
- Alexander Eugenius (1733-1734)
- Augusta Elisabeth (1734-1787), huwde in 1753 met vorst Karl Anselm von Thurn und Taxis

## Voorvaderen
| Karel Alexander van Württemberg             | Karel Alexander van Württemberg                                                                            | Karel Alexander van Württemberg                                                                            | Karel Alexander van Württemberg                                                                            | Karel Alexander van Württemberg                                                                            | Karel Alexander van Württemberg                                                                            | Karel Alexander van Württemberg                                                                            | Karel Alexander van Württemberg                                                                                  | Karel Alexander van Württemberg                                                                                  |
| ------------------------------------------- | --- | --- | --- | --- | --- | --- | --- | --- |
| Overgrootouders                             | Johan Frederik van Württemberg (1582–1628) ∞ Barbara Sophia van Brandenburg (1584-1636)                    | Johan Frederik van Württemberg (1582–1628) ∞ Barbara Sophia van Brandenburg (1584-1636)                    | Johan Casimir van Salm-Kyrburg (-) ∞ ? (-)                                                                 | Johan Casimir van Salm-Kyrburg (-) ∞ ? (-)                                                                 | Joachim Ernst van Brandenburg-Ansbach (1583–1625) ∞ Sophie van Solms-Laubach (1594-1651)                   | Joachim Ernst van Brandenburg-Ansbach (1583–1625) ∞ Sophie van Solms-Laubach (1594-1651)                   | Lodewijk Frederik van Württemberg-Montbéliard (1586–1631) ∞ Elisabeth Magdalena van Hessen-Darmstadt (1600-1624) | Lodewijk Frederik van Württemberg-Montbéliard (1586–1631) ∞ Elisabeth Magdalena van Hessen-Darmstadt (1600-1624) |
| Grootouders                                 | Everhard III van Württemberg (1616–1674) ∞ Anna Catharina van Salm-Kyrburg (1614-1655)                     | Everhard III van Württemberg (1616–1674) ∞ Anna Catharina van Salm-Kyrburg (1614-1655)                     | Everhard III van Württemberg (1616–1674) ∞ Anna Catharina van Salm-Kyrburg (1614-1655)                     | Everhard III van Württemberg (1616–1674) ∞ Anna Catharina van Salm-Kyrburg (1614-1655)                     | Albrecht van Brandenburg-Ansbach (1620-1667) ∞ Henriette Louise van Württemberg-Mömpelgard (1623-1650)     | Albrecht van Brandenburg-Ansbach (1620-1667) ∞ Henriette Louise van Württemberg-Mömpelgard (1623-1650)     | Albrecht van Brandenburg-Ansbach (1620-1667) ∞ Henriette Louise van Württemberg-Mömpelgard (1623-1650)           | Albrecht van Brandenburg-Ansbach (1620-1667) ∞ Henriette Louise van Württemberg-Mömpelgard (1623-1650)           |
| Ouders                                      | Frederik Karel van Württemberg-Winnental (1653–1698) ∞ Eleonora Juliana van Brandenburg-Ansbach(1663-1724) | Frederik Karel van Württemberg-Winnental (1653–1698) ∞ Eleonora Juliana van Brandenburg-Ansbach(1663-1724) | Frederik Karel van Württemberg-Winnental (1653–1698) ∞ Eleonora Juliana van Brandenburg-Ansbach(1663-1724) | Frederik Karel van Württemberg-Winnental (1653–1698) ∞ Eleonora Juliana van Brandenburg-Ansbach(1663-1724) | Frederik Karel van Württemberg-Winnental (1653–1698) ∞ Eleonora Juliana van Brandenburg-Ansbach(1663-1724) | Frederik Karel van Württemberg-Winnental (1653–1698) ∞ Eleonora Juliana van Brandenburg-Ansbach(1663-1724) | Frederik Karel van Württemberg-Winnental (1653–1698) ∞ Eleonora Juliana van Brandenburg-Ansbach(1663-1724)       | Frederik Karel van Württemberg-Winnental (1653–1698) ∞ Eleonora Juliana van Brandenburg-Ansbach(1663-1724)       |
| Karel Alexander van Württemberg (1684–1737) | | | | | | | | |